# Animal Politics EU
Animal Politics EU is een samenwerkingsverband van dierenbeschermingspartijen in de Europese Unie.
Het samenwerkingsverband werd in aanloop van de Europese Parlementsverkiezingen 2014 opgezet door zeven politieke partijen onder de naam Euro Animal 7. Naar aanleiding van de Europese Parlementsverkiezingen 2019 is het verbond uitgebreid met vier andere partijen en heeft het de naam Animal Politics EU aangenomen. Het verbond heeft op 4 april 2019 een manifest uitgebracht omtrent dierenrechten, milieu en klimaat.
Bij de verkiezingen van 2014 werden er twee aangesloten Europarlementariërs verkozen: Anja Hazekamp (Nederland, Partij voor de Dieren) en Stefan Eck (Duitsland, Tierschutzpartei). In 2019 werd Hazekamp opnieuw verkozen, samen met Martin Buschmann (Tierschutzpartei) en Francisco Guerreiro (Portugal, Pessoas-Animais-Natureza PAN). De Partij voor de Dieren en de Tierschutzpartei namen zitting in de Linkse Fractie in het Europees Parlement - GUE/NGL; PAN nam zitting in de fractie De Groenen/Vrije Europese Alliantie.

## Aangesloten partijen
| Land                | Partij                                       | 2014                 | 2019                  |
| ------------------- | -------------------------------------------- | -------------------- | --------------------- |
| België              | DierAnimal                                   | –                    | 1,49%                 |
| Cyprus              | Animal Party Cyprus                          | 0,9%                 | 0,79%                 |
| Duitsland           | Partei Mensch Umwelt Tierschutz              | 1,2%, 1 zetel        | 1,45%, 1 zetel        |
| Finland             | Suomen Eläinoikeuspuolue                     | –                    | 0,16%                 |
| Frankrijk           | Parti Animaliste                             | –                    | 2,16%                 |
| Italië              | Partito Animalista Italiano                  | –                    | 0,60%                 |
| Nederland           | Partij voor de Dieren                        | 4,2%, 1 zetel        | 4,02%, 1 zetel        |
| Portugal            | Pessoas-Animais-Natureza                     | 1,7%                 | 5,46%, 1 zetel        |
| Spanje              | Partido Animalista Contra el Maltrato Animal | 1,1%                 | 1,31%                 |
| Verenigd Koninkrijk | Animal Welfare Party                         | 0,1%                 | 1,13%                 |
| Zweden              | Djurens parti                                | 0,2%                 | 0,10%                 |
|                     |                                              | 7 partijen, 2 zetels | 11 partijen, 3 zetels |

### Voormalige leden
- Stefan Eck van de Tierschutzpartei was aangesloten bij de Linkse fractie, maar verliet eind 2014 zijn partij en de fractie om verder te gaan als onafhankelijk parlementariër.
- Martin Buschmann van de Tierschutzpartei was aangesloten bij de Linkse fractie, maar verliet begin 2020 zijn partij en de fractie om verder te gaan als onafhankelijk parlementariër.
- Francisco Guerreiro van de partij PAN was aangesloten bij de Groenen/EVA. Hij verliet zijn partij begin 2020 maar bleef wel bij de Groenen/EVA aangesloten.